# Chelsea Wolfe
Chelsea Joy Wolfe (ur. 14 listopada 1983 w Roseville) – amerykańska wokalistka, autorka tekstów i piosenek. 
Zadebiutowała w 2006 roku autorskim albumem pt. Mistake in Parting. Uznania krytyków muzycznych przysporzyły jej wydane w latach późniejszych płyty: The Grime and the Glow (2010) oraz Apokalypsis (2011). Piosenki Chelsea Wolfe posłużyły także w promocji popularnych seriali telewizyjnych Gra o tron oraz Fear the Walking Dead.
Tworzy w stylistyce rocka, jednakże odwołuje się także do folku, doom i black metalu.  

## Wybrana dyskografia
Albumy
| Mistake in Parting                      | - Data: 30 sierpnia 2006 - Wydawca: Chelsea Wolfe | –   | –  | – | –  |
| The Grime and the Glow                  | - Data: 28 grudnia 2010 - Wydawca: Pendu Sound    | –   | –  | – | –  |
| Apokalypsis                             | - Data: 23 sierpnia 2011 - Wydawca: Pendu Sound   | –   | –  | – | –  |
| Pain Is Beauty                          | - Data: 3 września 2013 - Wydawca: Sargent House  | –   | 25 | 4 | 45 |
| Abyss                                   | - Data: 7 sierpnia 2015 - Wydawca: Sargent House  | 120 | 10 | 1 | 32 |
| Hiss Spun                               | - Data: 22 września 2017 - Wydawca: Sargent House | –   | 11 | 3 | 10 |
| Birth Of Violence                       | - Data: 13 września 2019 - Wydawca: Sargent House | –   | 4  | 2 | 5  |
| „–” oznacza, że album nie był notowany. |                                                   |     |    |   |    |

Kompilacje
| Tytuł                                         | Dane dot. albumu                                      | Pozycja na liście |
| Tytuł                                         | Dane dot. albumu                                      | USA Heat.         |
| --------------------------------------------- | ----------------------------------------------------- | ----------------- |
| Unknown Rooms: A Collection of Acoustic Songs | - Data: 16 października 2012 - Wydawca: Sargent House | 35                |

## Teledyski
| Tytuł                      | Rok  | Reżyseria         | Album                                         |
| -------------------------- | ---- | ----------------- | --------------------------------------------- |
| "Mer"                      | 2011 | Zev Deans         | Apokalypsis                                   |
| "Sunstorm"                 | 2011 | Sean Stout        | Unknown Rooms: A Collection of Acoustic Songs |
| "Flatlands"                | 2013 | Charlene Bagcal   | Unknown Rooms: A Collection of Acoustic Songs |
| "Feral Love"               | 2014 | Mark Pellington   | Pain Is Beauty                                |
| "The Waves Have Come"      | 2014 | Mark Pellington   | Pain Is Beauty                                |
| "Lone"                     | 2014 | Mark Pellington   | Pain Is Beauty                                |
| "Kings"                    | 2014 | Ben Chisholm      | Pain Is Beauty                                |
| "Carrion Flowers"          | 2015 | Ben Chisholm      | Abyss                                         |
| "16 Psyche"                | 2017 | Zev Deans         | Hiss Spun                                     |
| "Spun"                     | 2017 | Chelsea Wolfe     | Hiss Spun                                     |
| "Scrape"                   | 2017 | Ben Chisholm      | Hiss Spun                                     |
| "American Darkness"        | 2019 | Karlos Rene Ayala | Birth Of Violence                             |
| "Be All Things"            | 2019 | Ben Chisholm      | Birth Of Violence                             |
| "Deranged for Rock & Roll" | 2019 | Gilbert Trejo     | Birth Of Violence                             |
| "Highway"                  | 2020 | Ben Chisholm      | Birth Of Violence                             |